# Histoire de Venise

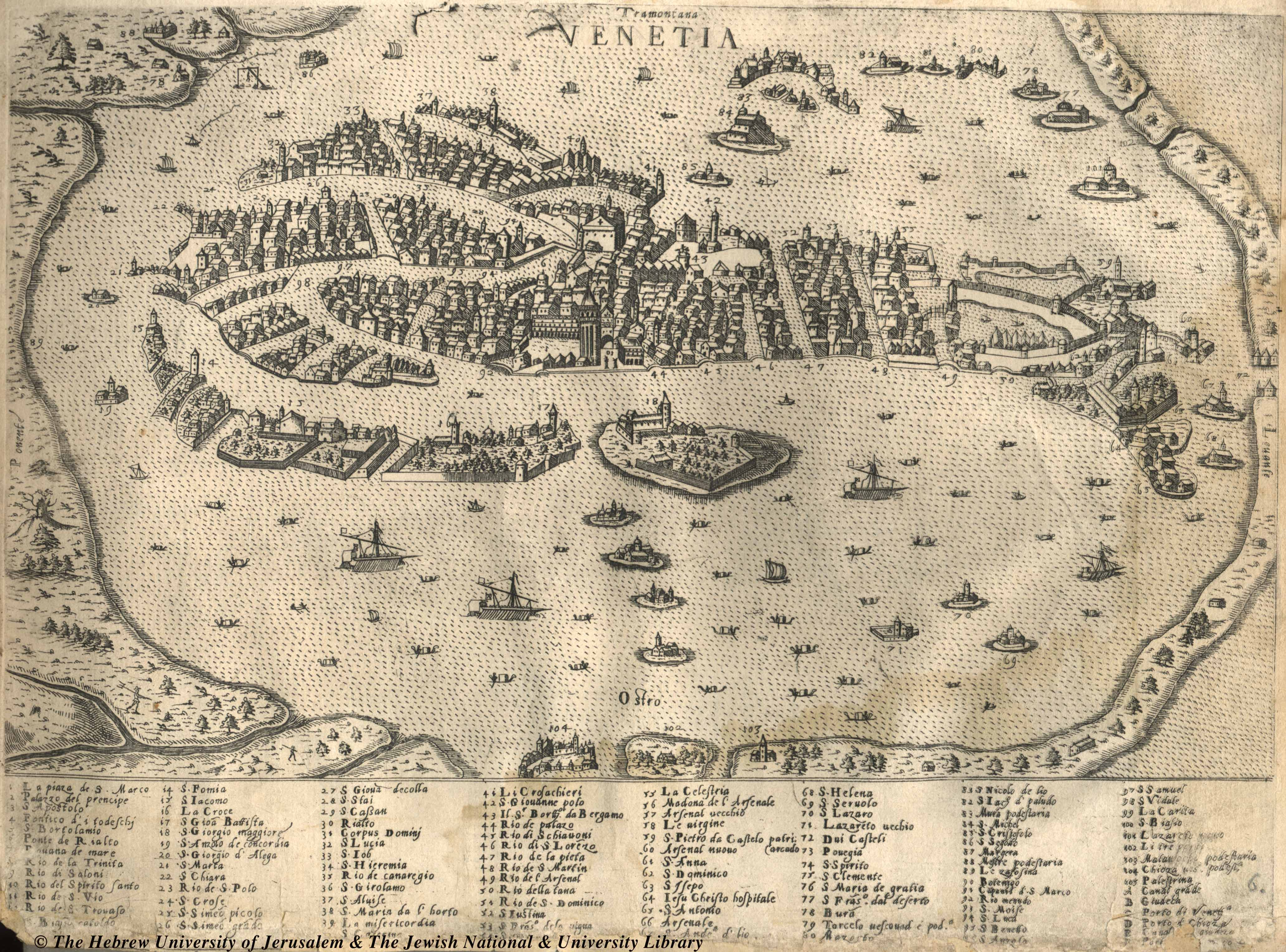
L'archipel vénitien en 1573, plan de Pinargenti.

L’histoire de Venise repose sur un paradoxe : quelques îlots du nord-ouest de l'Adriatique, cernés par la vase, ont permis l'érection de Venise, capitale d'un empire maritime et commercial, qui fut le plus grand port du Moyen Âge après Constantinople, dont elle dépendit à ses débuts et qu'elle pilla au XIIIe siècle. Placée au fond du golfe le plus profond de la Méditerranée, en bordure de deux grands fleuves italiens, le Pô et l'Adige qui conduit au col du Brenner, passage le plus bas des Alpes, la ville émerge au IXe siècle.
Elle bénéficie d'une situation privilégiée sur les routes d'échange entre le Saint-Empire romain germanique, l'empire byzantin et le monde musulman. L'expansion prend forme au XIVe siècle, via la Bourse du Rialto en plein air, où on échange des parts de navire, ce qui facilite le développement d'une flotte commerciale et le quadruplement de la superficie de l'Arsenal de Venise, mené par les autorités de la ville.
À partir du XVIe siècle, le déclin politique et économique n'empêche pas un intense rayonnement culturel. En 1797, Bonaparte met fin à son indépendance. La cité passe sous contrôle autrichien avant de rejoindre le royaume d'Italie en 1866.

## Formation progressive de la ville (Vesiècle-IXesiècle)
L'historiographie vénitienne tourne au mythe quand elle aborde les premiers siècles de son histoire, aucune source historique fiable ne relatant cette période. Traditionnellement, le mythe fondateur relaté par la Cronaca Veneziana del Diacono Giovanni (Chroniques vénitiennes du diacre Jean, Xe – XIe siècle) raconte que la ville fut précisément fondée sur le coup de midi le 25 mars 421 dans les îlots du rivus altus (devenu le Rialto) par trois consuls venus de Padoue pour fonder un comptoir et jeter les bases de l'église de San Giacomo di Rialto. L'invasion de l'Italie par les Huns d'Attila aurait provoqué l'installation de réfugiés sur les îlots de sable de la lagune, en particulier sur le Rialto. Au VIIe siècle, les Vénitiens auraient érigé un système politique avec à sa tête un doge dont le pouvoir est encadré, contrairement à celui des rois qui s'imposent à la même époque sur le continent. Il s'avère que ces quelques jalons historiques sont faux ou caricaturaux. Il n'en reste pas moins que Venise est « un fait d'urbanisation exceptionnelle ».

### La période romaine
Les fouilles archéologiques ont révélé que les îles et le cordon littoral de la lagune étaient déjà occupés par les hommes au temps de l'empire romain. Il s'agissait surtout de pêcheurs, appelés les incolae lacunae (« habitants de la lagune »), exploitant les salines et vivant dans des hameaux. Depuis 1995-2000, les découvertes sur des sites aujourd'hui immergés révèlent la forte densité de peuplement dans certaines zones. Les vestiges de l'époque romaine sont sous un ou deux mètres d'eau. Des bouleversements hydrographiques, ainsi que la transgression marine, provoquèrent des inondations, et obligèrent la population à évacuer la plupart des îlots aux Ve et VIe siècles : de sorte que lorsque Cassiodore, fonctionnaire du royaume ostrogoth, décrivit la lagune en 537-538, elle offrait un paysage de roseaux et de vase, où quelques pêcheurs menaient une vie chiche et étriquée.

### L'exode massif vers la lagune
Couplée à une stabilisation puis à une baisse du niveau de la mer, l'invasion des Huns puis des Ostrogoths en Italie amena les premiers réfugiés sur la lagune. Mais ce fut surtout l'arrivée des Lombards en 568 dans la région de Vicence, Vérone, Trévise et Padoue, qui déclencha une migration massive vers le littoral, les îlots de la lagune de Venise offraient une excellente protection contre les envahisseurs à la fois terrestres qui s’y envasaient, et maritimes qui s’y échouaient : seuls des bateaux à fond plat pouvaient y accéder à condition que le pilote connaisse bien le labyrinthe de canaux (velme), de vasières (piane), de lais naturels (barene) et de sansouires (palude). Les hommes y vivaient de la chasse, de la pêche, de l’agriculture et de la production de sel. La population romaine fuyait devant l'envahisseur, parfois en désordre, parfois derrière son clergé et ses chefs, formant la « Vénétie maritime », initialement partie de la « Romanie italienne » (à l'origine du nom « Romagne »). Ce fut le cas :
- des habitants d'Oderzo, ville prise par le roi lombard Rothari en 639 : ils fondèrent sur le cordon littoral Civita Nova ;
- des réfugiés d'Altinum, guidés par leur évêque jusqu'à l'îlot de Torcello ;
- des Padouans installés à Malamocco ;
- des habitants d'Aquilée venus à Grado.

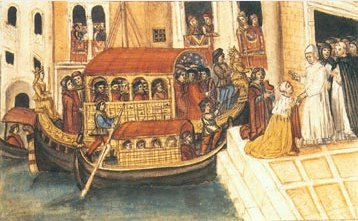
Débarquement du Bucentaure du doge Sebastian Ziani au couvent de la charité, miniature anonyme.

Ainsi, « l'établissement fut d'abord diffus, éparpillé en un grand nombre de petites agglomérations, chaque communauté se fixant à part, isolée des autres ». Certains habitats furent précaires et disparurent, sous les eaux parfois ; d'autres apparaissaient mieux ancrés, comme à Torcello. Cette population, issue de la terre ferme, trouva dans ces îles vaseuses une double protection : celle du milieu lagunaire où les chevaux et les fantassins des « Barbares » se seraient envasés, et celle de l'exarchat de Ravenne de l'Empire romain d'Orient entre les VIe et VIIIe siècles, dont la puissante marine contrôlait alors une partie du littoral italien.
L'insécurité sur les terres fermes empêchant le retour des réfugiés, ces derniers finirent par constituer une nouvelle ville sur la lagune, en plantant des millions de pieux dans la vase (à cette époque, les plaines côtières étaient encore couvertes de forêts) et en recouvrant les îles de planchers en bois. Des travaux d'aménagement furent entrepris : on consolida les rives, on draina les sols, on construisit des maisons en bois et des monuments en brique ou en pierre. Les matériaux furent cherchés sur la terre ferme et les villes romaines ruinées servirent de carrières de pierre. Rapidement, s'élevèrent de petites cités et des églises comme la basilique de la Vierge à Torcello, en 639. D'agricole (pêche, vignes, arboriculture et surtout le sel dont les Vénitiens assurent la production et le négoce), l'économie se diversifia dès le VIIe siècle vers l'artisanat (travail du verre, de la corne, puis du bronze), l'industrie (chantiers navals) et surtout le commerce trans-méditerranéen.
La ville naissante devint un intermédiaire commercial entre l'Occident et l'Empire romain d'Orient (que l'on n'appelait alors pas encore « byzantin », cette dénomination tardive ayant été inventée au XVIe siècle seulement). Par elle, plus exactement par Torcello, transitaient les produits d'Orient (soieries, épices, miel, encens, gemmes, métaux précieux, bois imputrescibles) et ceux d'Europe de l'Ouest (sel, peaux, bois ordinaires, ambre, esclaves).

### Émergence d'un centre: Rialto

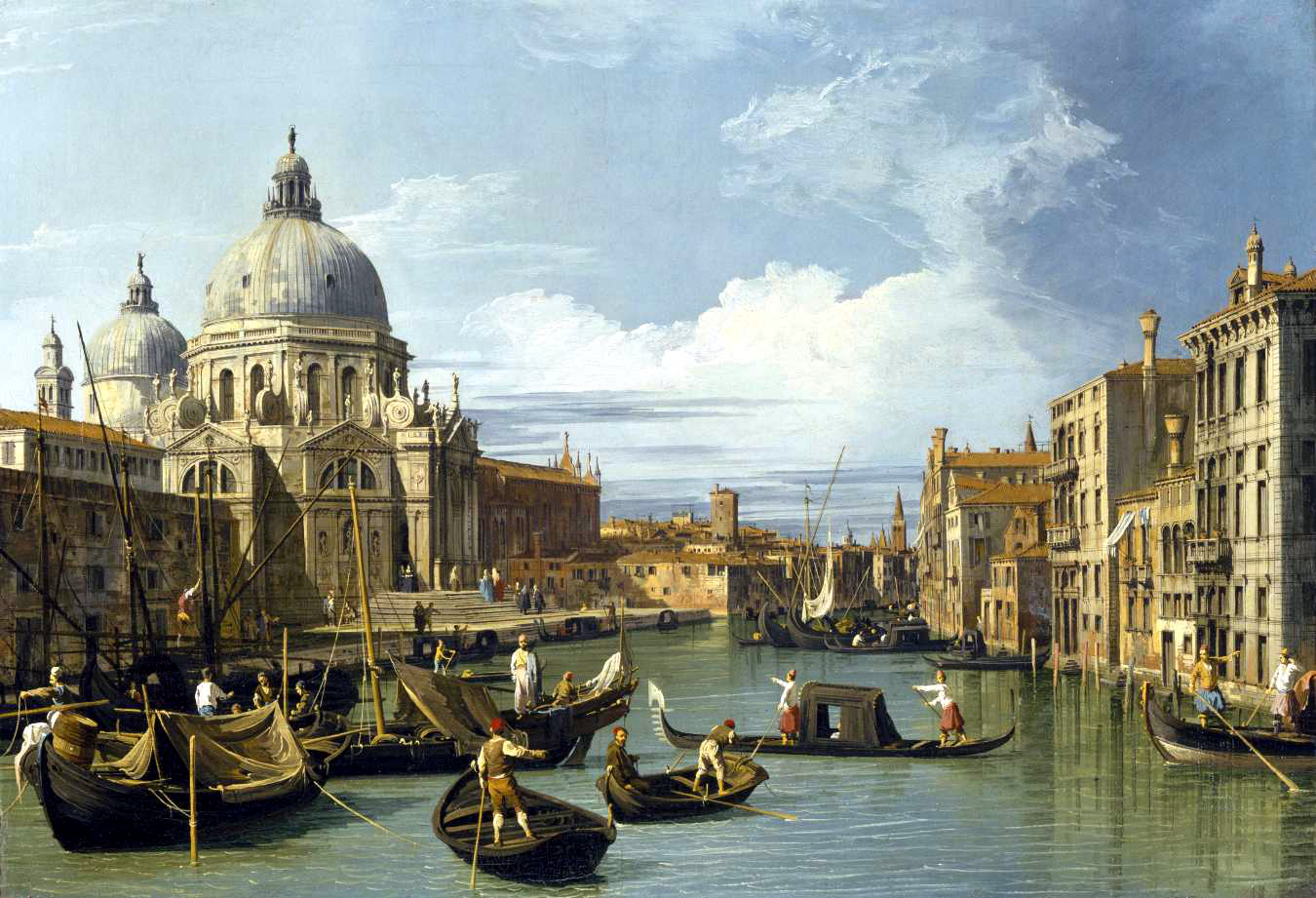
Canaletto : le grand Canal à hauteur de la basilique Santa Maria della Salute de Venise.

Au VIIIe siècle, Venise formait une agglomération multipolaire. Chacun sur leurs îlots ou leur bande de sable, Torcello, le grand comptoir commercial, Cittanova et Malamocco, où résidait le pouvoir politique, Rialto constituaient les principaux centres de la lagune. Peu à peu, les hommes, les richesses, les activités tendirent à se concentrer à Rialto, l'île au cœur de l'enclave aquatique. Parmi ses avantages, elle offrait un accostage facile pour les embarcations de grand tirant d'eau (Rialto vient de « Rivo Altus », la rive haute). Le commerce maritime s'en trouvait facilité. Au contraire, à cause d'une modification du cours des rivières qui se jettent au nord de la lagune, le Dese, le Sile, les autres îles connaissaient une sédimentation qui obstruait la navigation. La prééminence de Rialto fut renforcée en 810 par l'installation du chef de Venise, le doge Angelo Participazio alors que les troupes de Pépin d'Italie menacent la lagune après avoir franchi les lidi. Ce fut donc progressivement que Rialto devint le centre de Venise.

### Émancipation

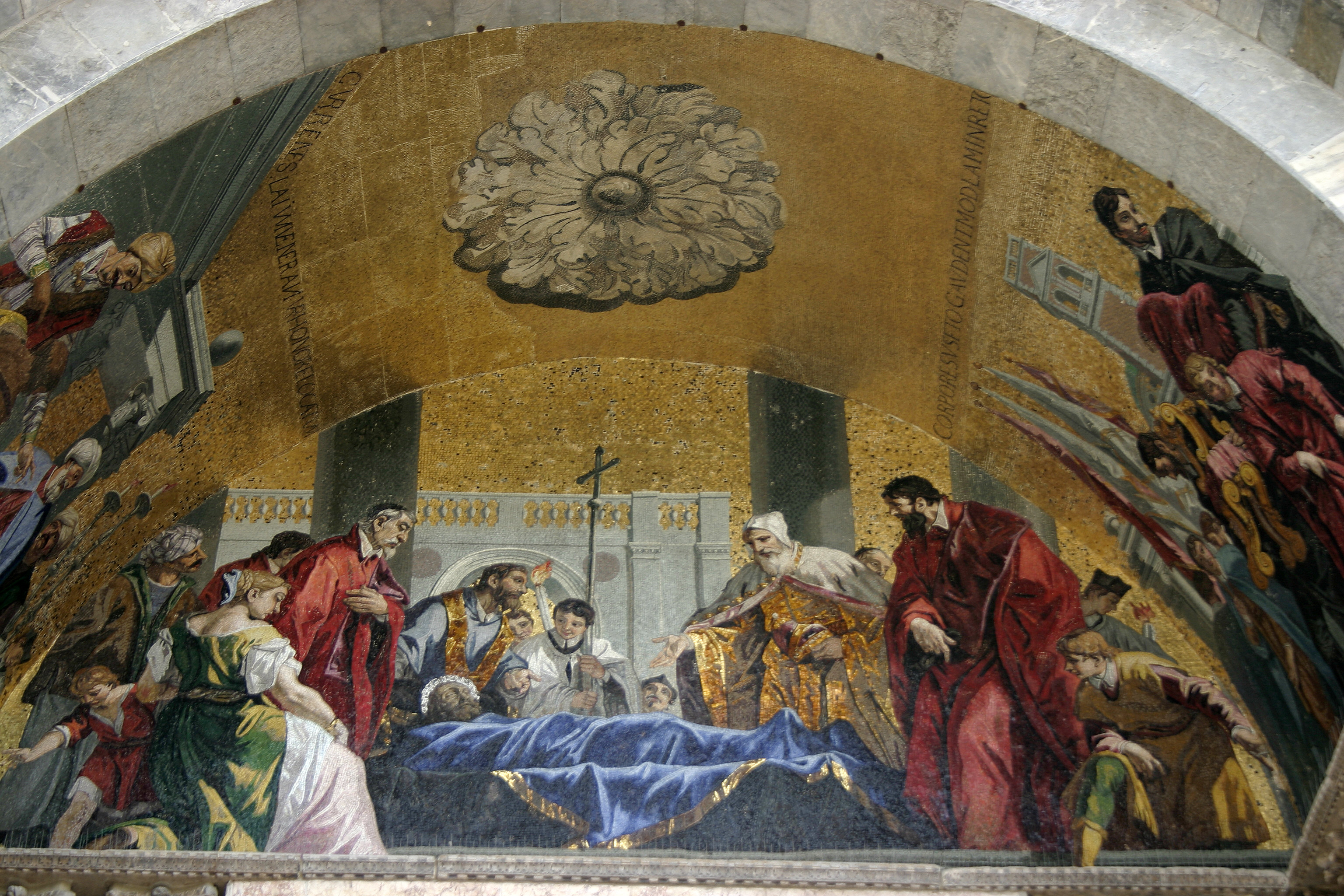
La receptio de saint Marc, XIIIe siècle s., basilique Saint-Marc de Venise.

La chronique de Giovanni Diacono, chroniqueur du XIe siècle, raconte qu'au VIIe siècle, les Vénitiens élurent un doge (dux) pour les gouverner. L'historien Donald M. Nicol a montré que ce fait relève du mythe. En fait, le doge n'était pas un Vénitien élu par ses compatriotes mais un provéditeur romain d'Orient, nommé par l'exarque de Ravenne, dont Venise faisait partie.
Après la disparition de l'Empire romain d'Occident en 476, les Romains d'Orient assurèrent la défense de la péninsule italique et de Rome contre les Barbares. Mais au cours du haut Moyen Âge, ils tenaient de plus en plus difficilement leurs points d'ancrage : les Lombards les chassèrent de Ravenne. Menacé par d'autres ennemis venus du Nord et de l'Est, l'Empire d'Orient s'appuya de plus en plus sur la richesse et la puissance navale croissante de Venise. D'un statut de « cité byzantine autonome », la ville lagunaire glissa vers une position d'alliée. Au XIe siècle, elle finit par organiser elle-même des expéditions navales pour le compte de l'Empire. En récompense des victoires militaires, les marchands vénitiens obtinrent des privilèges commerciaux. L'appartenance à l'Italie byzantine s'avérait de plus en plus théorique.
En 810, la ville résista à Charlemagne, empereur franc mais aussi roi des Lombards. C'est en 814 que les doges de Venise deviennent pleinement indépendants à la tête d'une république oligarchique, prospère thalassocratie de marchands et d'armateurs.
Un mythe fondateur réinterprète a posteriori l'émancipation de Venise à l'égard de Byzance : en 828, saint Marc, dont les reliques venaient d'être ramenées d'Alexandrie par deux marins, remplaça Théodore comme patron de la ville. Autrement dit, un saint qu'on pourrait qualifier de « latin » (bien qu'il ait fallu aller le chercher à Alexandrie, en Égypte) remplaçait un saint « grec », Venise devenant désormais une des capitales du monde chrétien, pouvant concurrencer Aquilée et même Rome qui disposait quant à elle des reliques de l'apôtre Pierre.

## La ville médiévale (IXesiècle-1500)

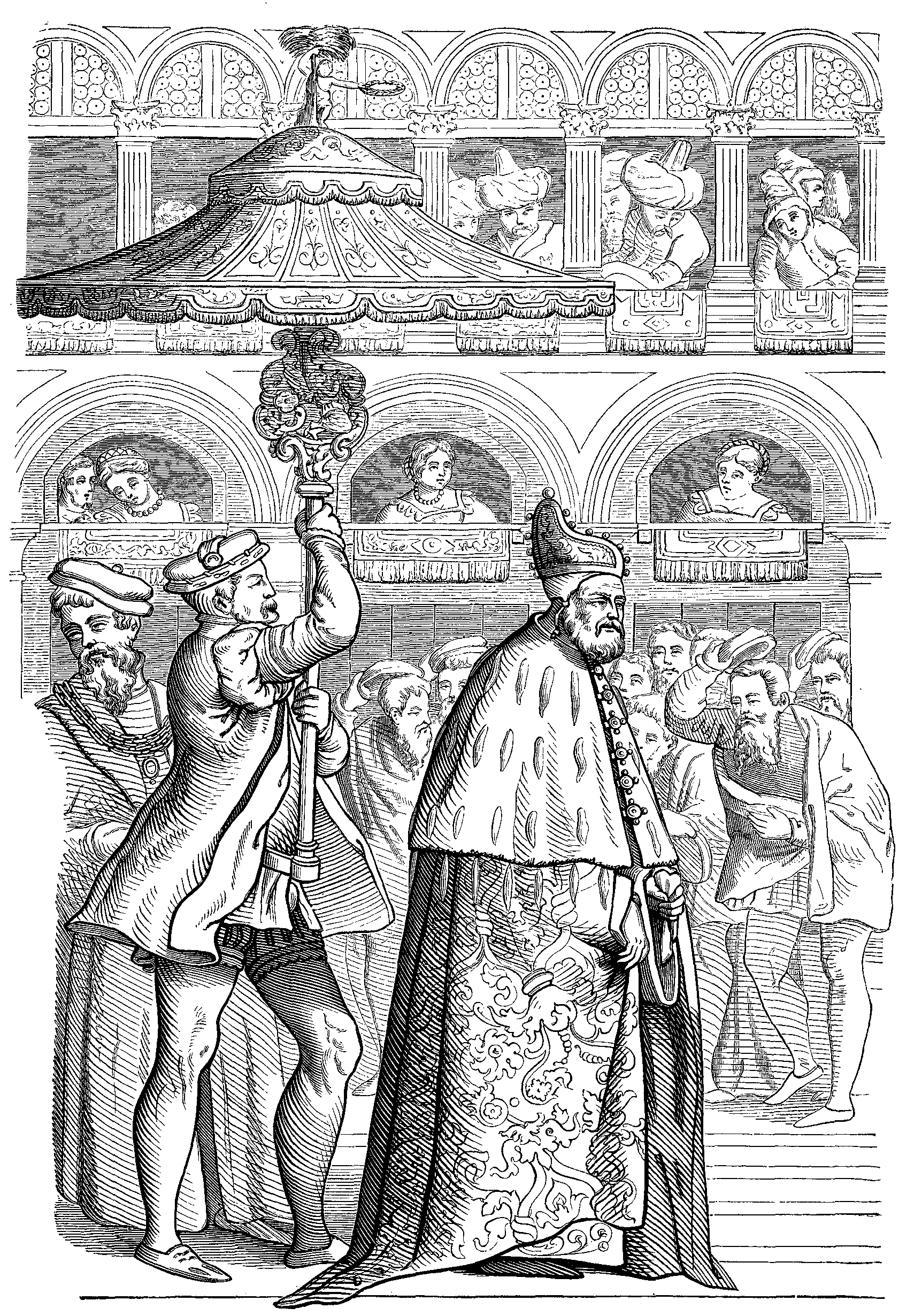
Gravure de J. Amman (XVIe siècle) : Le Doge en procession à Venise.

### Organisation politique
Le gouvernement est entre les mains d'une oligarchie qui domine le grand conseil (Maggior Consiglio institué en 1172), un organisme de forme républicaine, qui élit le doge à vie.
Au cours de la séance du 28 février 1297, dite Serrata del Maggior Consiglio, seuls sont admis ceux qui ont siégé au cours des quatre années précédentes et les descendants de ceux qui en avaient fait partie jusqu'en 1172 : la charge des conseillers majeurs devient héréditaire (apparition de la noblesse vénitienne) ce qui par la suite, après une trêve politique, provoquera deux tentatives de coup d'État (Marin Bocconio, 1299 ou 1300 et Bajamonte Tiepolo, 1310) de la part des « bourgeois » exclus après la lourde défaite militaire de Curzola le 8 septembre 1298.
Le conseil des Dix créé en 1310 était un comité exécutif et un tribunal spécial doté de pouvoirs exceptionnels, il assura la protection du pouvoir, ce fut un instrument de lutte politique et il fut même utilisé pour envoyer à l'échafaud le doge (Marino Faliero en 1355). Ce conseil associé aux trois inquisiteurs d'État (institué en 1454 d'après Pierre Daru) avait institué un état policier où chaque personne suspectée de comploter contre l'État indépendamment de son rang social, était éliminée physiquement sans procès.
Le Grec Georges de Trébizonde écrit en 1451 que les Vénitiens ont modelé leur constitution sur l’idéal de la République de Platon. La ville, gouvernée avec ordre, connaît en effet peu de rivalité entre les nobles ni soulèvements populaires. 

La noblesse apparaît comme une élite solidaire, qui a peu de privilèges même si certaines charges lui sont réservées, et se fond par mariage à la classe marchande. 

Le clergé paye également des impôts et est contrôlé par l’État. Un patriarche siège à Venise depuis 1451, choisi par le doge, ainsi que les chanoines de Saint-Marc. Les évêques sont élus par le Sénat. Celui-ci, le Consiglio dei Pregadi, comprend alors 120 membres élus, auxquels s’ajoutent le Conseil des Quarante et le Consiglio Minor, ou Seigneurie. Ses attributions concernent essentiellement la politique étrangère, le choix des ambassadeurs, la défense de la république. 

La catégorie des citoyens (« originaires », si leur père et grand-père était déjà citoyens, ou « d’adoption spéciale par le Sénat » sur rapport préalable des avocats de la commune), aisée, n’a pas le droit d’exercer un métier « mécanique » (physique) et doit se consacrer au commerce ou bénéficie d’emplois réservés à la chancellerie ducale.

Les artisans se regroupent par professions. Similaires aux arti florentins, les corporations sont appelées scuole. Leur implication d'abord économique, puis politique, est aussi artistique par le soutien à certains artistes. Le premier grand imprimeur de la ville est Alde Manuce, fondateur des Presses aldines en 1494.

Étroitement surveillé par l’État, mais rarement très pauvre, le peuple se révolte peu. Quelques esclaves demeurent, mais leur nombre est en constante diminution. Aux côtés des 100 000 vénitiens, vivent de nombreux autres groupes : Juifs, rassemblés dans le ghetto, qui portent à certaines périodes un O jaune sur leurs vêtements, Allemands autour du Fondado dei Tedeschi, Albanais, nombreux Grecs fuyant la domination ottomane regroupés autour de Saint-Georges.

### Une ville en chantier
Le grand commerce dynamisait l'agglomération qui connut par conséquent une forte expansion démographique. Il fallait donc conquérir sur la lagune. Les Vénitiens apportèrent de la terre, ils asséchèrent le sol, enfoncèrent des milliers de pieux pour servir de fondations aux bâtiments. Un réseau de canaux se dessina autour du principal d'entre eux : le Canal Grande. Jean-Claude Hocquet évalue que 80 % ou 90 % de l'actuelle Venise est peut-être gagné sur l'eau. On comprend donc l'expression de Pétrarque au XIVe siècle : une « cité très miraculeuse ».
Jusqu'à la fin du XIe siècle, Venise était une ville de bois hormis le palais du duc et quelques églises, mais des incendies ravageurs obligèrent à revoir les matériaux de construction. La brique l'emporta ensuite tandis que la pierre d'Istrie qui résiste à l'eau salée, occupaient les parties basses. La cité se composait d'une soixantaine de paroisses rassemblée depuis 1169 en six quartiers ou sestieri symbolisés par les six dents que porte la proue des gondoles (San Marco, Cannaregio, Castello, Dorsoduro, San Polo, Santa Croce).
La municipalité intervint par des règlements pour encadrer l'évolution urbaine, jusque-là anarchique. Les alignements de façade devaient être respectés. En 1224, un organisme chargé d'entretenir les canaux fut créé. On entreprit également de bonifier l'îlot de Giudecca nuova.

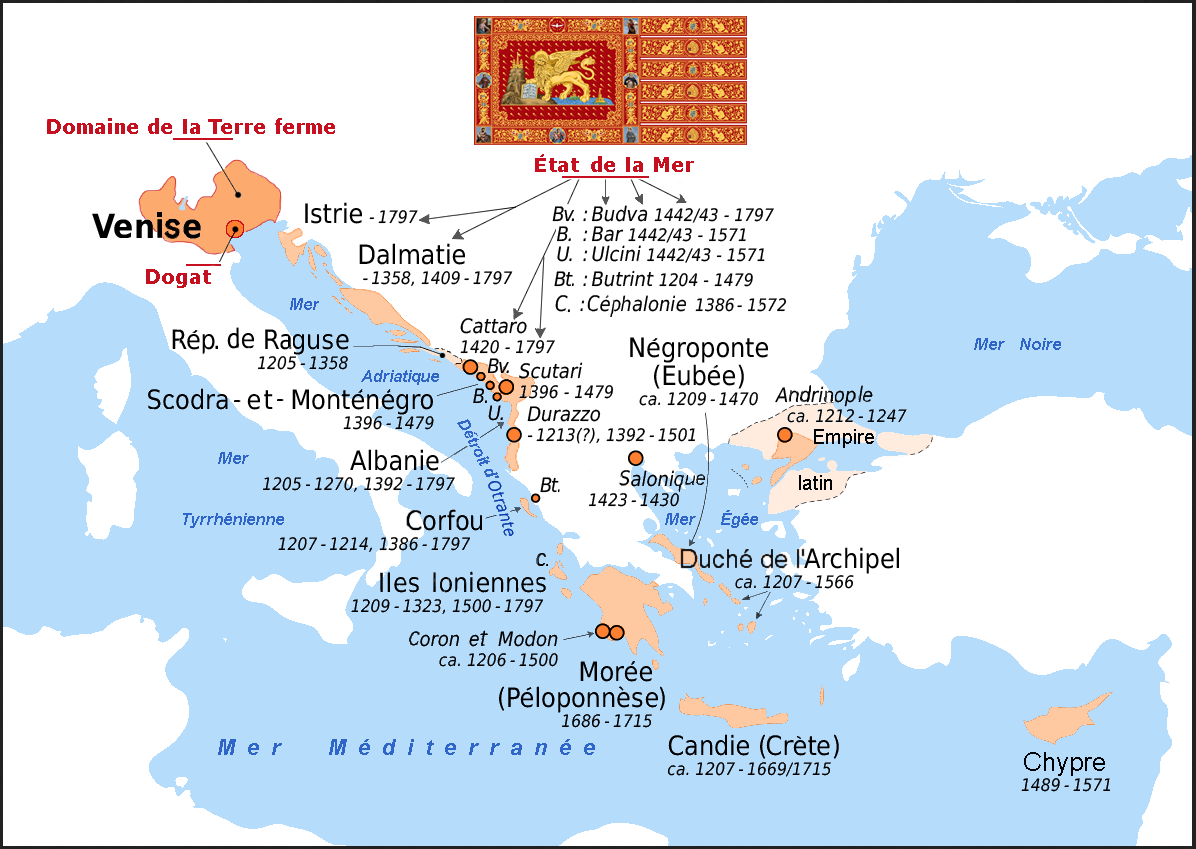
Les villes, territoires et aires d'influence de la république vénitienne, avec les trois entités administratives : le Dogat (Dogado), les Domaines de la Terre ferme (Domini di Terraferma) et l'État de la Mer (Stato da Màr).

### La capitale d'un empire maritime
Venise est considérée depuis le XIe siècle comme la plus grande puissance économique de Méditerranée. Conduite par son doge et ses grandes familles marchandes, Venise s'est peu à peu imposée comme le principal intermédiaire commercial entre l'Orient, dominé par les cultures musulmane et byzantine, et le monde occidental dominé par les cultures germanique et catholique. Au XIVe siècle, elle et Gênes régnaient sur le commerce de la Méditerranée.
Cette place de quasi-monopole fut acquise, entre autres, grâce à l'aide apportée à l'Empire byzantin dans ses guerres contre les puissances slaves telles que les Bulgares. Cette situation changea en 1171 lorsque l'empereur byzantin Manuel Ier fit saisir toutes les possessions des Vénitiens sur son territoire et concéda les droits d'escale jusque-là vénitiens, à leurs rivaux génois.
Venise prit sa revanche en prenant une part active à la quatrième croisade (1202-1204). Elle avait assuré le transport par mer des Croisés, avait conquis grâce à leur aide militaire de multiples comptoirs sur la route de l'Orient (Zara, Corfou...) et enfin avait participé au pillage de Byzance et à la partition son empire. Les quatre chevaux dorés qui ornent aujourd'hui la basilique Saint-Marc proviennent du butin ramené de l'ancienne Constantinople. Cette victoire changea profondément les rapports de forces dans cette partie de la Méditerranée, les nobles vénitiens (officiers de marine ne pouvant avoir de grands fiefs à Venise) en profitant pour se constituer, comme les Génois, un empire insulaire avec des possessions telles que le duché de Crète, le duché de Naxos (les Cyclades) ou encore les îles Ioniennes (plus des comptoirs commerciaux en mer Noire et en Méditerranée orientale). Il en résulta un affaiblissement irrémédiable de l'Empire byzantin, dont profitèrent les émirs, beys et sultans turcs qui finiront par substituer leur empire musulman à l'Empire romain chrétien d'Orient.
Dans la seconde moitié du XIIIe siècle, Venise, avec environ 100 000 habitants, figurait avec Paris, Pise, Milan, Florence, Gênes et Gand parmi les plus grandes villes d'Europe occidentale. Elle se trouvait à la tête d'un État, certes de petite taille mais indépendant : la république de Venise.
L'expansion s'appuie sur la Bourse du Rialto, où s'échangent des parts de navire, d'où l'augmentation de la flotte commerciale et la quadruplement de la superficie de l'Arsenal de Venise, mené par les autorités de la ville. La puissance navale des Vénitiens s'appuyait notamment sur ses galères. En 1325, débutèrent les travaux d'agrandissement de l'Arsenal d'où sortaient ces bateaux.
À partir du XIIIe siècle, les rives du Canal Grande se peuplèrent de belles demeures, les casa des notables. Philippe de Commynes, le conseiller du roi de France Louis XI resta admiratif devant ce spectacle. Pour lui, Venise est « la plus triomphante cité que j'ai jamais vue » et le Canal Grande « la plus belle rue que je croy qui soit en tout le monde et la mieux raisonnée ».
Bien qu'à l'époque personne ne pût le deviner, la montée en puissance des Ottomans en Orient et la découverte de l'Amérique en 1492 signifiaient à terme la fin de Venise en tant que grande puissance commerciale, et de transfert progressif du centre des échanges avec le reste du monde de la Méditerranée vers l'Europe atlantique.

### Plaque tournante du marché des esclaves

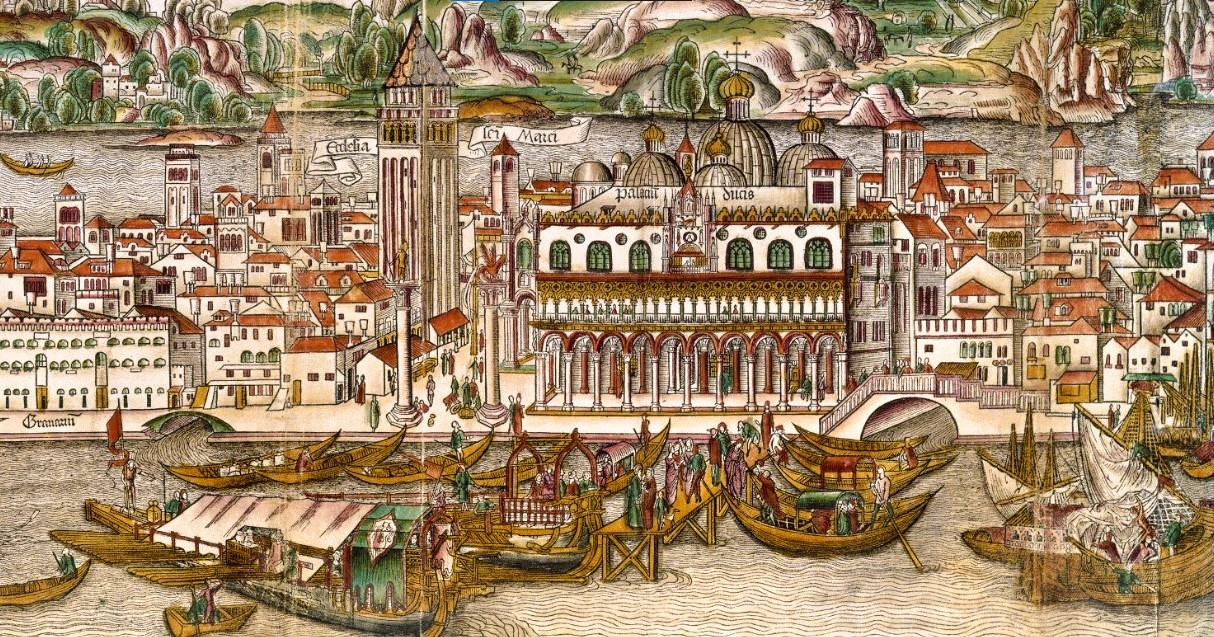
Le quai des Esclavons au XVe siècle, dont le nom est un souvenir du commerce des esclaves à Venise.

Aux XIVe et XVe siècles, Venise est l'un des marchés d'êtres humains les plus actifs du monde méditerranéen,. Les esclaves proviennent surtout des rives septentrionales de la mer Noire et du Caucase.
En 1379, il a été imposé une taxe sur les esclaves, taxe qui de 1414 à 1423 a fourni au Trésor public un revenu annuel de 50 000 ducats qui, détaillé à 5 ducats par tête, faisait monter à 10 000 le nombre des esclaves qu'on exportait chaque année.
En 1458, il y avait dans la ville 1 518 esclaves de sexe féminin et 63 esclaves mâles avec 1 188 propriétaires.

### La rivalité avec Gênes

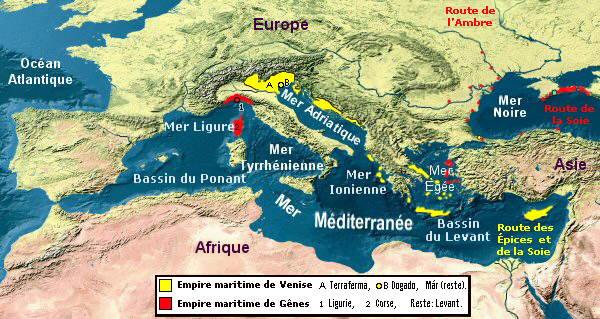
Les thalassocraties méditerranéennes rivales de Venise (jaune) et de Gênes (rouge) au XVe siècle.

La rivalité historique avec Gênes avait pour origine la concurrence entre les républiques maritimes pour le contrôle des routes commerciales avec l'Orient, et en Méditerranée. Si, avec Pise, la république de Venise réussit, à plusieurs reprises, à trouver des accords de partition de zones d'influence, avec Gênes, les rapports étaient moins cordiaux.
Au XIIIe siècle, les hostilités se limitaient à la guerre de course. Vers 1218, les républiques de Venise et de Gênes s'accordèrent pour mettre fin à cette situation, Gênes obtenant la garantie de la liberté de trafic vers les terres du Levant.
Les deux républiques s'affrontèrent violemment au cours de la seconde moitié du XIIIe siècle, au cours de la guerre de Saint-Sabas.
Venise poursuivit la lutte pour la maîtrise des routes commerciales ; après une défaite à Portolungo (1354), les hostilités reprirent en 1376 pour la conquête de l'île de Ténédos, importante place stratégique à l’entrée du détroit des Dardanelles. Après des victoires alternées, la paix de Turin (1381) conclut, en apparence, la guerre de Chioggia : Ténédos resta byzantine et ne fut remise à aucun des belligérants. En fait, Gênes, qui n'avait pas réussi à chasser sa rivale du commerce avec l'Orient, se trouva engagée dans une période de luttes intestines qui compromit sa puissance. Venise, au contraire, réussit à maintenir la cohésion de son empire ; si elle ne gagnait pas la guerre, elle gagnait la paix. La chute de Constantinople aux mains des Ottomans de Mehmed II (1453) révéla qui était devenu la première puissance navale de la Méditerranée orientale, et contraignit les deux républiques maritimes à chercher d'autres voies de développement. Gênes la trouva dans la finance internationale, Venise dans l'expansion terrestre.

## De la Renaissance au déclin

### L'époque des villas vénitiennes
Au cours des dernières décennies du XIVe siècle et au début du XVe siècle, Venise, administrée par une petite caste militaire et des commerçants, réussit à conquérir l'entre terre italien, déplaçant ainsi son centre un peu plus vers l'occident.
À la suite de cette conquête, afin d'assurer un meilleur contrôle du territoire, de nombreux membres de la noblesse en prirent possession. L'épisode de Catherine Cornaro, veuve du roi de Chypre, est exemplaire : elle cédait à Venise, à perpétuité, l'île méditerranéenne et ses droits dynastiques ; en échange, la Sérénissime lui concédait le duché d'Asolo, afin qu'elle pût finir ses jours d'une façon digne de son rang de reine. Sous les collines assoles, la noble dame fit construire une fastueuse villa avec un parc, composé de plusieurs bâtiments et richement décoré suivant le goût de l'époque. La reine de Chypre y accueillit de nombreux écrivains et artistes.
Beaucoup d'autres familles patriciennes, à la fin du XVe siècle et pendant tout le XVIe siècle, s'installèrent dans les nouveaux territoires, menant une activité agraire, à la façon de véritables colons. C'est ainsi que naquit la villa veneta, formé d'un corps central - en général haut, mais de proportion raisonnable - destinée à accueillir le propriétaire et sa famille. Le noyau de l'habitation patronale disposait à proximité de dépendances pour les paysans, d'entrepôts pour les récoltes et de remises pour les outils.

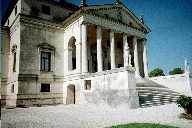
La Villa Capra dite Villa Rotonda, près de Vicence.

Au cours du XVIe siècle, sous l'impulsion d'Andrea Palladio et surtout à proximité de Vicence, les villa veneta constituent de véritables œuvres d'art. Autour de Venise, le long des voies de communication qui mènent à Padoue et à Trévise, des villas sont édifiées côte à côte, qui rivalisent de beauté.
À la fin du XVIe siècle, selon Jean Delumeau, on comptait à Venise "plus de 100 palais, plus de 120 églises, 17 hôpitaux, 450 ponts (...) Entre 1509, où la ville comptait 100 000 habitants, et 1575, ce sont 75 000 habitants supplémentaires qu'il a fallu loger". De nombreuses constructions monumentales étaient dues à l'architecte Jacopo Sansovino.

### L'expansion dans la plaine padano-vénitienne
Initialement, la politique continentale de Venise restait orientée vers un équilibre des ambitions des diverses communes et des signorie du centre et du nord de l'Italie (dont les cités de Bergame, Brescia, Vérone, Padoue, Trévise et Udine). La sérénissime avait acquis, par la diplomatie et la guerre, la domination sur les petits territoires de l'entre-terre vénitien qui étaient nécessaires au commerce et à l'augmentation des revenus gouvernementaux. Ses intérêts concernaient surtout l'expansion maritime.
À la fin du XIVe siècle, après le traité de Turin, pour empêcher les visées expansionnistes du duché de Milan, Venise engagea des mercenaires commandés par des capitaines comme Gattamelata (Erasmo da Narni) ou Carmagnola (Francesco Bussone), reprenant l'expansion sur la terre ferme sous les ordres du doge Francesco Foscari (1423-1457). Venise conquit une partie des territoires lombards.
Pour s'opposer à la puissance milanaise, Venise réussit à trouver un accord avec Florence (1425), qui petit à petit s'amenuisait en raison de la diversité des intérêts. En 1427, la république de Venise remporte la Bataille de Maclodio contre le duché de Milan.
En 1433 (paix de Ferrare), Philippe Marie Visconti fut obligé de céder Brescia et Bergame et avec la paix de Crémone (1441) il fut obligé de céder d'autres terres, en raison des actions menées par le capitaine Scaramuccia da Forlì. Avec la paix de Lodi (1454) François Sforza reconnut la frontière vénitienne de l'Adda qui resta inchangée pendant des siècles. Venise eut à cette occasion à son service le condottiere Bartolomeo Colleoni, comme capitaine général, qu'elle honora avec le monument équestre du Verrocchio.
Au sommet de sa puissance, Venise contrôlait une grande partie de la côte de l'Adriatique, beaucoup d'îles de la mer Égée, Crète incluse, et une grande partie des comptoirs commerciaux du Moyen-Orient. Le territoire de la république dans la péninsule s'étendait jusqu'au lac de Garde, le fleuve Adda et même Ravenne, qui lui permettait d'influencer la politique des villes de la Romagne, par exemple en soutenant, en 1466, la prise de pouvoirs de Pino III Ordelaffi à Forlì, ville sur laquelle Venise ne réussit jamais à avoir un contrôle direct. En 1499, le chroniqueur Marin Sanudo, écrit qu'à Venise « tout le monde est riche ».
Au début du XVIe siècle, la république était une des principales puissances européennes et la richesse du commerce, l'habileté de la diplomatie et des commandants militaires et une bonne administration la plaçait à un niveau supérieur à ceux des autres États de l'époque. Elle est cependant menacée par l'Empire ottoman de Bajazed II sur ses possessions orientales. Elle perd Lépante en 1499 et d'autres comptoirs dans le Péloponnèse. Elle résiste grâce à l'alliance conclue avec la papauté et le royaume de Hongrie, mais doit conclure la paix en 1502 avec l'empire Ottoman en cédant Durazzo et les comptoirs du Péloponnèse contre de nouvelles capitulations commerciales. Venise conservait encore la Crète et Chypre, mais se voyait supplantée en Méditerranée orientale par la flotte ottomane.

### Les guerres d'Italie
L'élargissement territorial de la Sérénissime entra en opposition avec les intentions expansionnistes du pape Jules II.
Louis XII, Maximilien d’Autriche et le nouveau pape Jules II (Julien della Rovere) s'unissent le 22 septembre 1504 par le traité de Blois dirigé contre la Sérénissime.
Face à cette triple alliance, le gouvernement de Venise temporisa, mais inutilement : car ce fut Jules II qui débuta les hostilités. Le pape alors se désista, craignant la supériorité militaire vénitienne. En 1508, l'empereur Maximilien d'Autriche entra dans le Trentin, et les milices vénitiennes de Bartolomeo d'Alviano le repoussèrent, l'obligeant à demander une trêve. Cette victoire de Venise contribua à compléter son isolement.

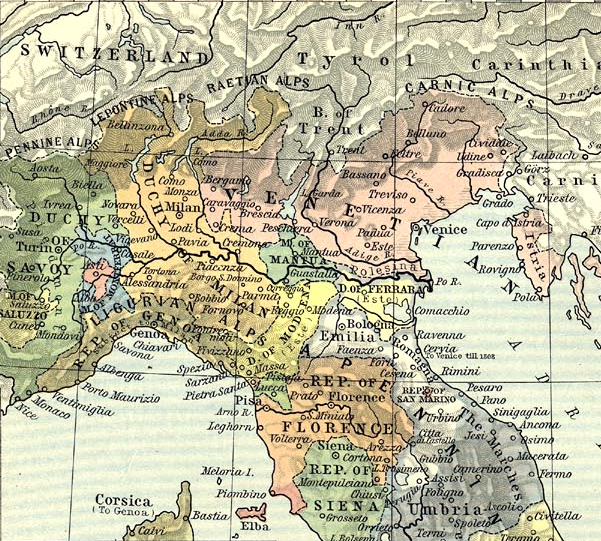
Carte de l'Italie du Nord en 1494.

Le 10 décembre 1508, la ligue de Cambrai unifia le pape Jules II, le roi de France Louis XII, l'empereur Maximilien, le roi Ferdinand II d'Aragon, l'Angleterre, la Savoie Mantoue et Ferrare, tandis que Florence restait neutre, occupée comme elle l'était à faire plier la résistance de Pise. Battue par les ennemis étrangers et italiens, abandonnée par les nobles et les riches bourgeois des villes de la terre ferme, la république connut des jours difficiles.
À la bataille d'Agnadel, le 14 mai 1509, les Vénitiens furent durement battus par les Français à cause de la décision du sénat de diviser l'armée entre Bartolomeo d'Alviano et Niccolò di Pitigliano, le premier impétueux, le second prudent. les Français attaquèrent l'arrière-garde commandée par Bartolomeo d'Alviano qui ne fut pas soutenu pas le comte de Pitigliano. La population locale et les paysans se rebellèrent contre le gouvernement étranger ; et à Trévise, après que le peuple sut l'intention de la noblesse locale de céder la ville aux Français, un fourreur du nom de Marco Caligaro souleva le peuple aux cris de « Viva San Marco » et demanda des renforts au camp de Mestre qui lui envoya 700 fantassins. La république contre-attaqua et reconquit Padoue, avec l'aide du peuple qui n'acceptait pas le gouvernement impérial qui était assisté de quelques centaines de fantassins et d'une cinquantaine de cavaliers. Maximilien envoya une armée de 30 000 hommes à la conquête de Padoue, mais la ville était prête au siège : à l'intérieur, de nombreux nobles vénitiens étaient présents, parmi lesquels les deux fils du doge, soutenus par plusieurs milliers de fantassins et de cavaliers, avec grande quantité de vivres, de munitions et d'artilleries. L'armée impériale fut battue, provoquant une grande joie à Venise.
La domination française sur le nord de l'Italie, conséquence de la bataille, fut ressentie comme une menace par Jules II, qui signa la paix avec les Vénitiens. En 1511 Venise entra avec l'Angleterre, l'Espagne et l'Empire dans la Sainte Ligue voulue par le pape contre la France. La ligue contraignit au retrait l'armée française. Maximilien réclama la possession de la Vénétie si elle ne lui payait pas un tribut de 200 000 florins, suivi d'une rente annuelle de 30 000 florins. Le pape essaya de convaincre les Vénitiens d'accepter la demande de l'empereur. La république refusa, et se rapprocha de la France - ceci afin de chasser les impériaux de Vérone et de la Lombardie vénitienne, encore sous domination impériale.
Quand le 23 mars 1513, à Blois, fut signé un traité entre Louis XII et la république, l'armée de la ligue conquit tous les territoires du duché de Milan, mais une sortie des Suisses lors du siège de Novare détruisit l'armée française, qui fut obligée de se retirer. La guerre fut menée sans vigueur par les vassaux de l'Empereur : une guerre faite de saccages et de sièges de petits châteaux. Les milices impériales commandées par Cristoforo Frangipane, connues pour leur cruauté, torturant et mutilant les paysans et les civils, conduisirent la Sérénissime à autoriser les Frioulans à se rendre, afin de ne pas subir le sort qu'ils craignaient tant. À Osoppo, Girolamo Savorgnan refusa de se rendre à Frangipane, lequel assiégea la forteresse ; ce qui permit à l'armée vénitienne, commandée par Bartolomeo d'Alviano, de rejoindre Osoppo et d'anéantir l'armée allemande, capturant Frangipane, puis reconquérant le Frioul.
Les Vénitiens se tinrent sur la défensive ; mais en 1514, le pape Léon X à peine élu fit la paix avec la France, l'Espagne et l'Empire. L'unique guerre qui se poursuivait était ainsi celle qui opposait Maximilien à Venise. À la fin des guerres d'Italie, Venise avait consolidé ses territoires, mais se trouvait encerclée par les puissances continentales (l'Espagne dans le duché de Milan, l'Empire des Habsbourg au nord, l'Empire ottoman), qui lui interdisaient toute nouvelle expansion - et qui, dans le cas de l'Empire Ottoman, représentait une menace pour les possessions maritimes.

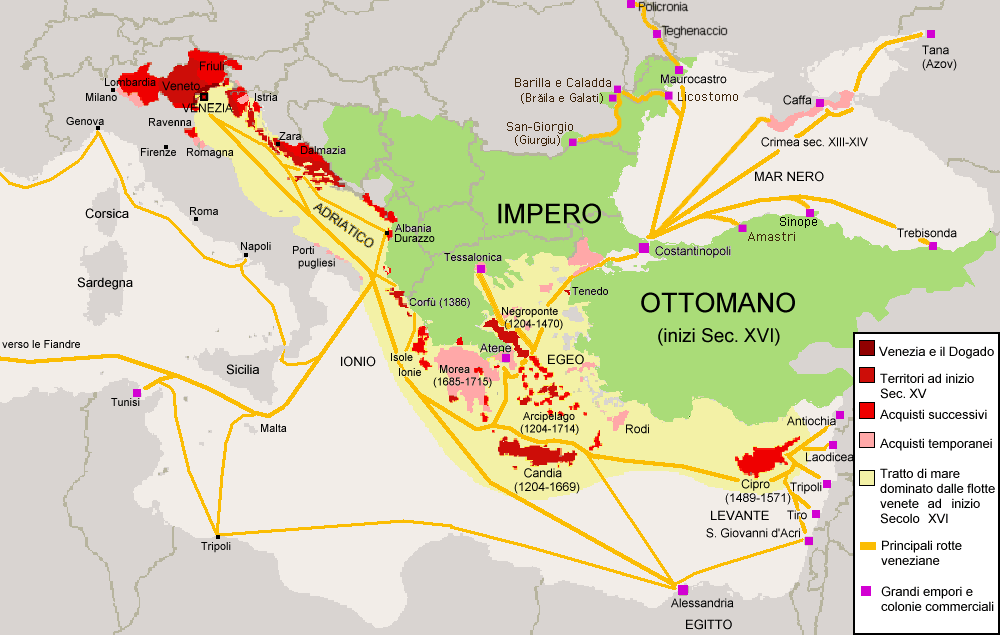
Territoires de la république de Venise au XVe siècle et XVIe siècle.

### La crise
Bien que la population de la ville ait été en majorité catholique, l'État resta laïc et caractérisé par une extrême tolérance envers les autres religions : il n'y eut aucun « acte d'hérésie » pendant la période de la Contre-Réforme. Cette attitude indépendante et laïque la mettait en opposition avec les États pontificaux, et ce fut Paolo Sarpi qui défendit la laïcité de l'État vénitien contre les prétentions hégémoniques de la papauté.
La perte de l'importance des routes méditerranéennes au profit des nouvelles voies commerciales atlantiques (ouvertes par les Espagnols et les Portugais depuis la découverte de l'Amérique par le Génois Christophe Colomb) ainsi que l'ouverture maritime vers les Indes, par le cap de Bonne-Espérance, permirent les voyages d'exploration, et la colonisation des continents hors d'Europe, qui signèrent le déclin du commerce vénitien, situation aggravée, du reste, par l'avancée continue de l'Empire ottoman.
En 1571, après le long siège de Famagouste, Chypre fut perdue. Au cours de cette même année, en réaction, lors de la bataille de Lépante, la flotte chrétienne, commandée par Don Juan d'Autriche et composée de navires espagnols, vénitiens, génois, pontificaux et des chevaliers de Malte vainquit la flotte ottomane. En 1669, après la sanguinaire guerre de Candie, qui dura vingt ans et laissa Venise exsangue malgré le soutien de la France, les Turcs prirent Candie (en grec Héraklion), acquérant ainsi le contrôle complet de la Crète. Dans la période qui suivit (1683-1687) et sous le commandement de Francesco Morosini, les Vénitiens réussirent à conquérir la Morée (l'actuel Péloponnèse), au cours de la guerre de Morée. Ils la reperdirent cependant en 1718.

### La capitale culturelle: la seconde vie de Venise (1500-1797)

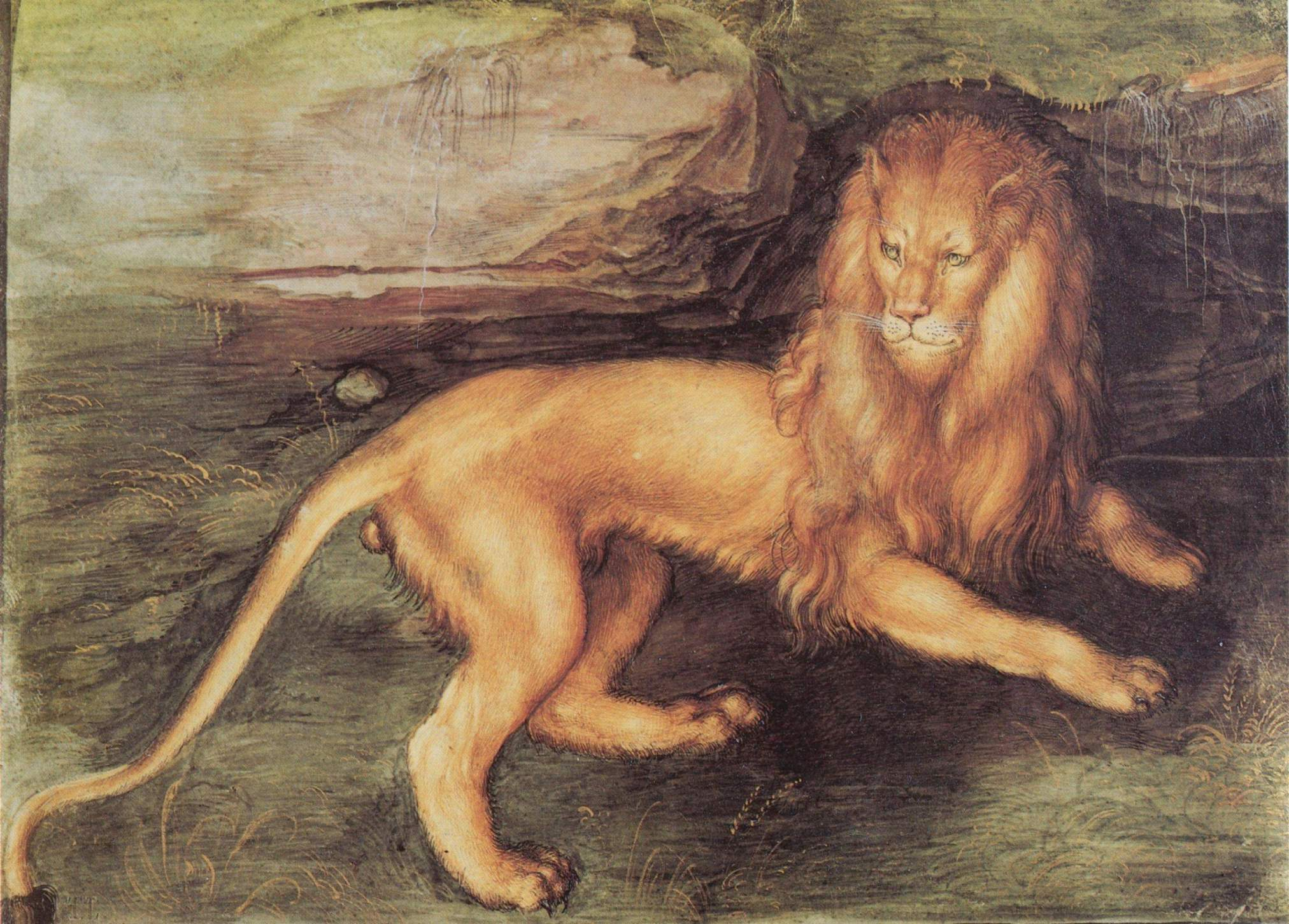
Albrecht Dürer : Le Lion de saint Marc, miniature à la gouache sur parchemin, Venise, 1494, Kunsthalle, Hambourg.

Durant le dernier quart du XVIe siècle, Venise s'est appauvrie. Comme souligne Pierre Milza, "gêné par l'insécurité des mers, par la perte d'une partie de l'Empire, par la crise des épices et du poivre, par la concurrence génoise, le capitalisme vénitien tend à se reconvertir dans les activités manufacturières, notamment dans l'industrie lainière. Il se tourne surtout vers les investissements fonciers et immobiliers en Terre ferme". Si l'Arsenal émerveillait toujours les spectateurs avec ses 2 000 ouvriers et ouvrières et son système de production intégré, la Sérénissime n'était plus le centre du monde. Venise abritait désormais une aristocratie de rentiers.
Décadente économiquement, la ville se révéla au contraire « vivante, saine, brillante sur le plan de l'esprit, triomphante encore et rendez-vous encore de l'Europe ». Elle connut un bouillonnement culturel favorisé par les commandes artistiques des familles patriciennes et des confréries religieuses. De célèbres artistes y naquirent ou s'y installèrent. Albrecht Dürer vint y consulter Giovanni Bellini de l'automne 1494 au printemps 1495. La peinture fut représentée par Titien (1485-1576), la dynastie des Bellini, Le Tintoret et Véronèse (né à Vérone mais établi à Venise en 1556). L'architecte Andrea Palladio (1508-1580), originaire de Padoue mais installé à Venise, conçut plusieurs demeures dans le style Renaissance. Le dynamisme toucha aussi la musique avec des figures telles que Gabrieli, Monteverdi, Vivaldi.
Une loi de 1646 permet de monnayer auprès de la cité le statut de patricien. Les nouveaux nobles fortunés purent financer de somptueuses résidences et faciliter le travail de nombreux artistes jusqu'au XVIIIe siècle. Les arts sont représentés par Le Canaletto mort en 1768, Pietro Longhi, mort en 1785 et Francesco Guardi mort en 1793. Giambattista Tiepolo décora de nombreux palais comme ceux de l'éditeur Baglioni, de Labia, célèbre pour ses banquets, puis des Sandi et des Zenobio. Dans la littérature on trouve le librettiste Apostolo Zeno, Carlo Goldoni, les frères Gasparo et de Carlo Gozzi.
Parallèlement, Venise s'étourdissait dans la fête. Il y avait bien sûr le carnaval qui durait six mois de l'année. En fait, tout était prétexte à des festivités : théâtre, concerts, fêtes publiques, fêtes des saints patrons, anniversaires, baptêmes ou mariages, réception d'illustres étrangers. La fête de la Sensa au cours de laquelle le doge épousait symboliquement la mer marquait surtout les visiteurs. Venise inaugura les premiers théâtres publics d'opéra.
Un recensement compte 149 500 Vénitiens en 1760.
Au XVIIIe siècle, Venise est une des villes les plus raffinées d'Europe, avec une forte influence sur l'art, l'architecture et la littérature. Son territoire se compose de la Vénétie, du Frioul, de l'Istrie, la Dalmatie, Kotor, une partie de la Lombardie et les Îles Ioniennes.

## Venise contemporaine

### Venise entre la France et l'Autriche (1797-1814)

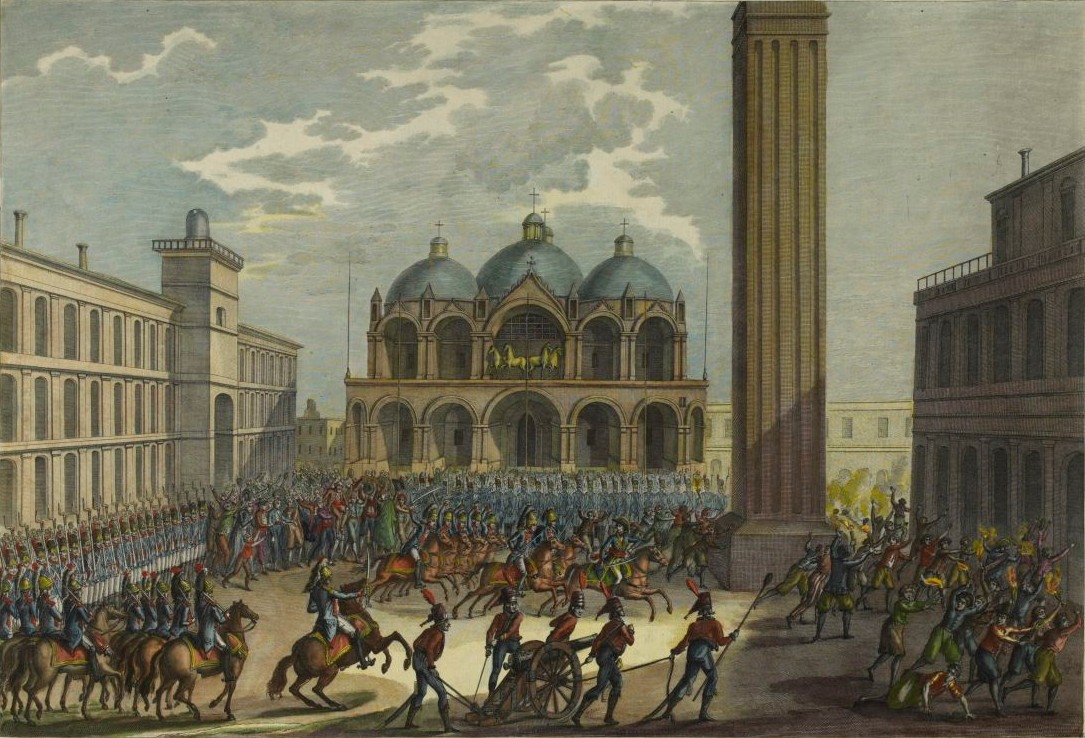
Prise de Venise par Napoléon en mai 1797 (musée de la Révolution française).

Le général Bonaparte conquit l’Italie au cours de la campagne d'Italie. Le Directoire avait ordonné de déstabiliser la république de Venise, de la dépouiller sans la renverser et de lui demander la capitulation, mais Bonaparte, outrepassant les ordres, s'empara de la ville pour récupérer sa marine bien équipée et alimenter les caisses de l'armée d'Italie mal nourrie et mal équipée. Le 15 novembre 1796, il pénétra dans l'Arsenal de Venise. Puis le général réclama à la ville un prêt d'un million de francs-or par mois pendant six mois, avec la promesse de le rembourser une fois la guerre finie, mais essuya un refus. Il profita alors de l'incident des Pâques véronaises pour déclarer la guerre à la république vénitienne le 1er mai 1797, envahir les États de Venise et exiger l'abandon du pouvoir par l'aristocratie de Venise, une cinquantaine de grandes familles monopolisant le pouvoir et la plupart des richesses dans un système clientéliste. Après 1 070 ans d'indépendance, le 12 mai 1797 la ville se rendit à Napoléon Bonaparte. Le doge Ludovico Manin fut obligé d'abdiquer, le conseil major fut dissous et le gouvernement provisoire de la municipalité de Venise fut proclamé. C'était la fin de l'indépendance, Venise étant jusque-là le seul territoire italien à ne jamais avoir été occupé par des puissances étrangères. Napoléon fut cependant perçu comme une sorte de libérateur par les fractions pauvre et juive de la population vénitienne. Napoléon supprime en effet les barrières du Ghetto ainsi que les restrictions de circulation imposées aux Juifs.
Les Français emportèrent le tableau de Véronèse, les Noces de Cana, ainsi que le quadrige de chevaux de bronze, la flotte commerciale confisquée et envoyée en France, le Bucentaure, véritable œuvre d'art, fut brûlé pour en récupérer l'or. Bonaparte appliqua la même politique que dans toutes les régions conquises : service militaire obligatoire, impôts importants pour soutenir l'effort de guerre.
Le domaine vénitien comprenant la Vénétie, le Frioul, l'Istrie, la Dalmatie, Cattaro, Durazzo et les îles Ioniennes passa, au traité de Campo-Formio, le 17 octobre 1797, sous occupation autrichienne, à l'exception des îles Ioniennes, attribuées à la France pour devenir peu après la quasi-indépendante république des Sept-Îles. Les Autrichiens entrèrent dans Venise le 27 juin 1798, ce qui mit fin à la municipalité provisoire de Venise. L'empereur François II d'Habsbourg-Lorraine rassembla la Vénétie et le Frioul pour former la « Province Vénitienne d'Autriche ». Les retombées en termes de poids économique et politique sur la ville furent considérables. En Vénétie et au Frioul, cette domination fut interrompue entre 1806 et 1814 par un nouvel État-satellite de l'Empire français, le reste du domaine vénitien comprenant l'Istrie, la Dalmatie et Cattaro formant les provinces illyriennes françaises. À Venise même, Napoléon mena de grands travaux (Palais royal, Arsenal, jardins publics appelés depuis jardins napoléoniens (it), via Garibaldi, création du cimetière).

### Venise autrichienne (1814-1866)
En 1815 le congrès de Vienne rattacha l'ensemble du domaine vénitien à l'empire d'Autriche. La partie occidentale, Vénétie et Frioul, entra dans le Royaume de Lombardie-Vénétie, le reste forma les provinces maritimes de l'Autriche. La montée du sentiment national pro-italien culmina lors de la mise en place d'une république lors des mouvements révolutionnaires des années 1847-1849 conduite par Daniele Manin. Mais la répression rétablit la domination autrichienne. 
Les Habsbourg-Lorraine se maintinrent en Vénétie jusqu'en 1866, jusqu'à leur défaite contre la Prusse (alliée de l'Italie) dans la guerre austro-prussienne. L'armistice prévoyait la cession de la Vénétie à la France qui la rétrocéda à son tour au royaume d'Italie. Le 21 octobre 1866, lors d'un plébiscite, les Vénitiens entérinèrent leur rattachement à l'Italie à une très large majorité. Deux semaines plus tard Victor-Emmanuel II faisait une entrée triomphale dans la ville.
En revanche, l'Autriche conserva l'Istrie, la Dalmatie et Cattaro jusqu'en 1918.

### Venise dans l'Italie unifiée
La Vénétie constitua une des régions de plus fortes émigrations, on estime à quatre millions le nombre de personnes qui émigrèrent de 1876 à 1915.
Le peintre américain John Singer Sargent a fait deux séjours à Venise entre 1880 et 1882. Il y a réalisé des études sur la population locale et les coins pittoresques de la ville et met l'accent sur les habitants les plus humbles de la ville.

Venise par John Singer Sargent
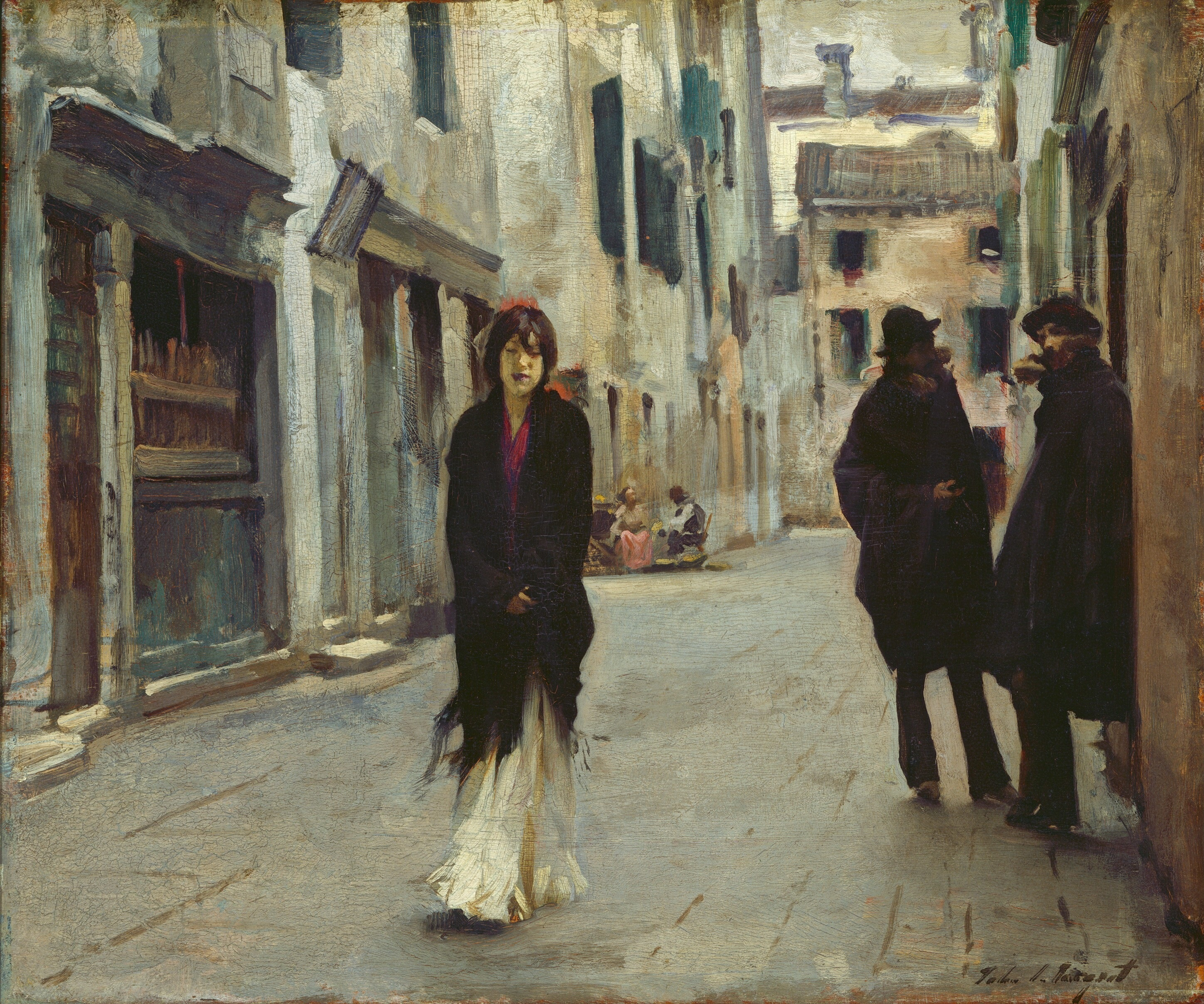
Une rue de Venise, 1880-1882, National Gallery of Art, Washington.
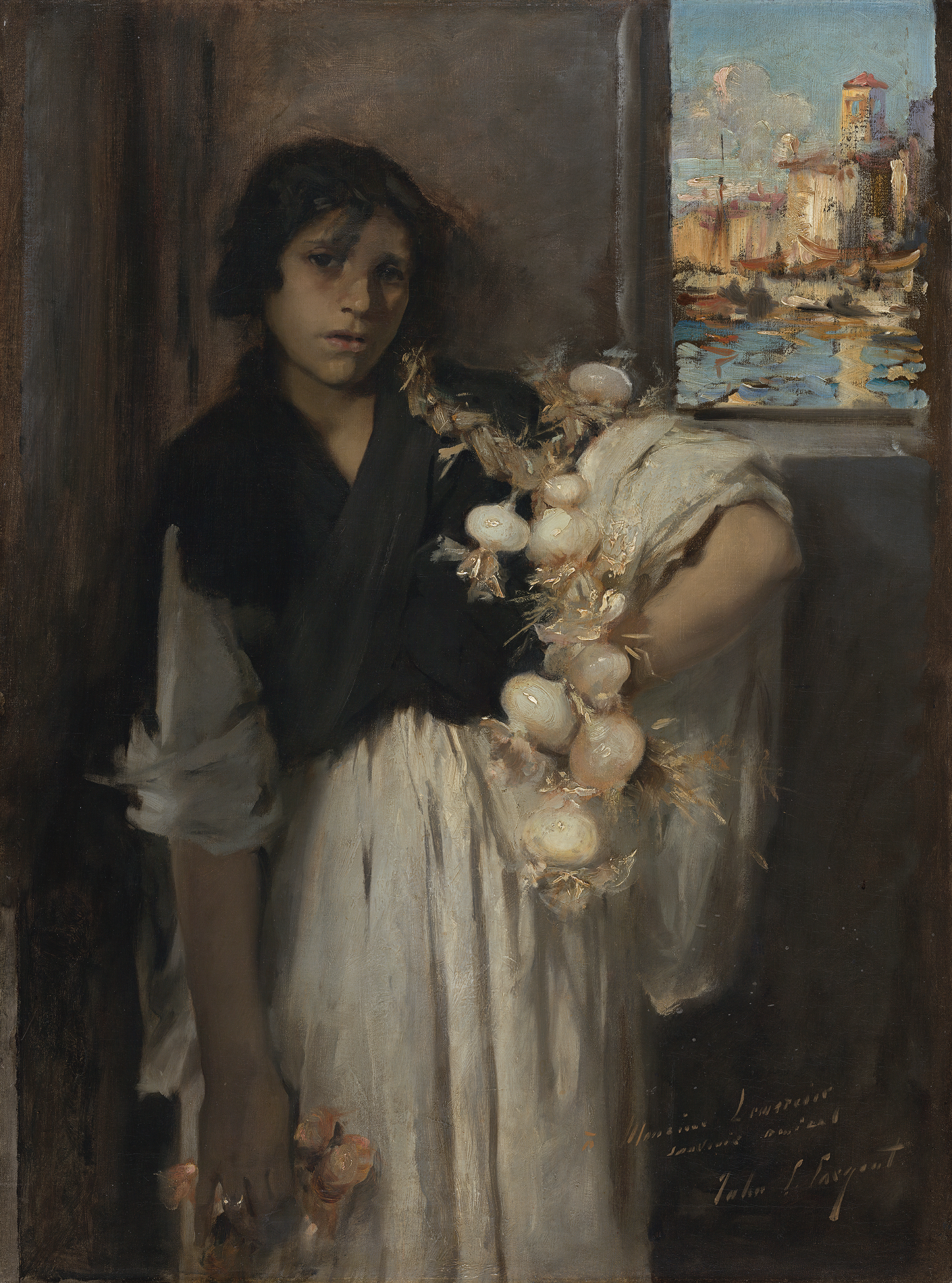
Vénitienne vendeuse d’oignons, 1882, Madrid, musée Thyssen-Bornemisza.

Lors de la Première Guerre mondiale, l'Italie déclare la guerre à l'Autriche-Hongrie en mai 1915 après bien des hésitations. Le conflit s'est principalement déroulé sur les terres vénitiennes, dans un déluge de feu et de fer qui a détruit les récoltes, les animaux, les maisons et les hommes. Le territoire a été dévasté, l'agriculture anéantie pour des années.

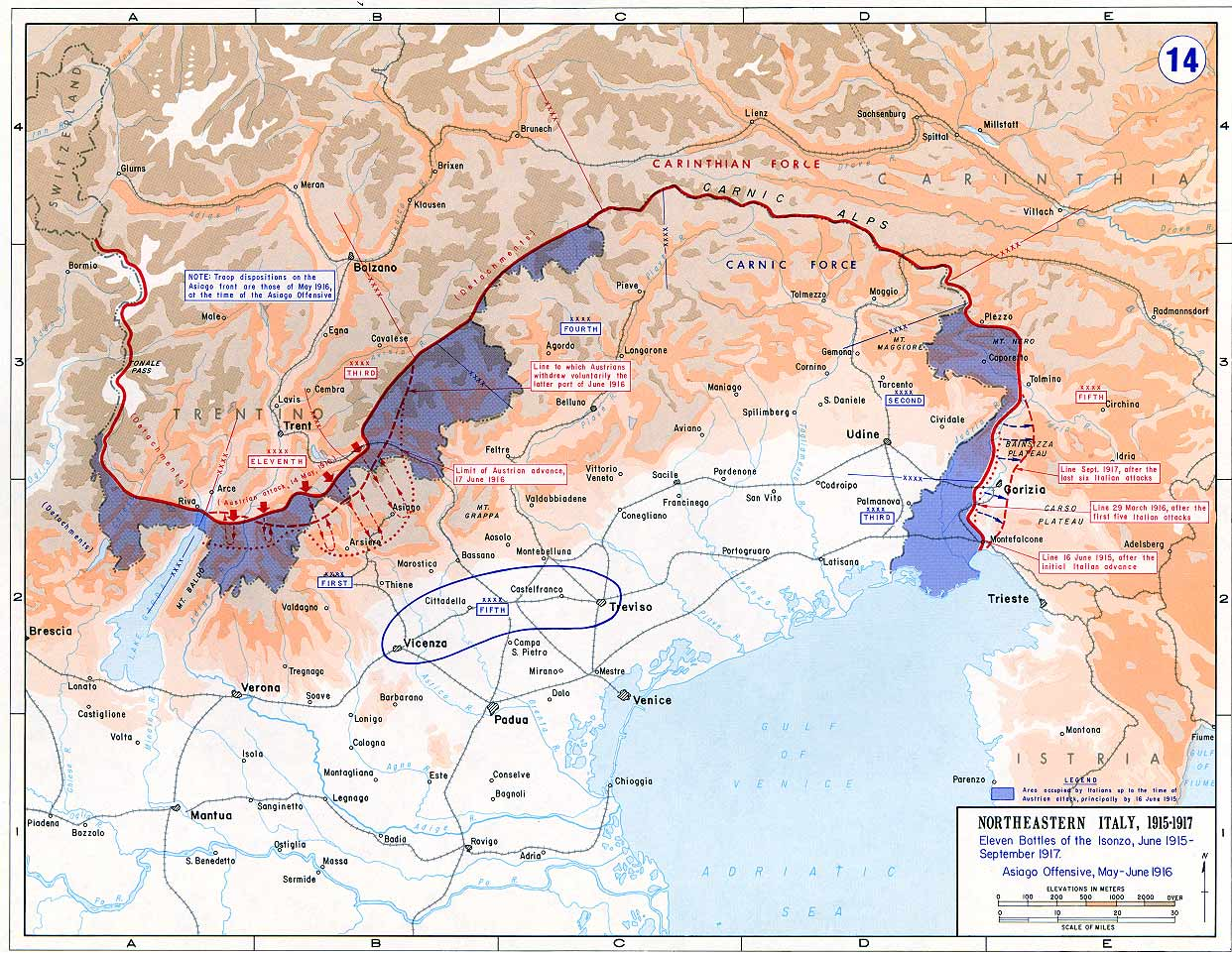
Front italien pendant la Première Guerre mondiale.

Venise a été décorée le 24 avril 1920 de la croix de guerre 1914-1918.
Venise perdit aussi son insularité : entre 1841 et 1846, un pont ferroviaire fut construit, doublé ensuite d'une liaison routière. Le progressif développement d'un tourisme d'élite, une industrialisation de la lagune (au-delà des verreries de Murano) explosèrent après 1950. Dans la seconde moitié du XXe siècle, les Vénitiens prirent conscience des dangers que faisaient peser ces évolutions de leur cité. La pollution atmosphérique attaquait les monuments. La pollution aquatique menaçait la faune. Pour beaucoup, la lagune était considérée morte. L'inquiétude augmentait par la crainte de la montée des eaux. En 1966, Venise subit en effet une grande inondation qui alerta les autorités (Il y avait deux mètres d'eau sur la place Saint-Marc). En 1975, on ferma les stations qui pompaient l'eau de la nappe phréatique afin de ralentir l'affaissement du sol ; certaines maisons s'enfonçaient de 2,5 mm par an. Le projet Mose, définitivement proposé en 1989, a pour but de contrer l'envahissement de la lagune par les marées exceptionnelles. Mais son gigantisme et son coût effraient certains Vénitiens et les défenseurs de l'environnement. Les travaux, démarrés en 2003, continuent en 2019, non sans « vagues financières ».